# Televisió Central Soviètica
La Televisió Central Soviètica (en rus: Центральное телевидение СССР, transliterat Tsentrálnoie televídenie SSSR; abreujiat ЦТ СССР, TsT SSSR) va ser l'empresa estatal de radiodifusió de televisió de la Unió Soviètica. Va iniciar les seves emissions el 8 de març de 1938 i va cessar la seva activitat el 27 de desembre de 1991 després de la dissolució de la Unió Soviètica. La seva seu estava a Moscou.
Igual que gran part dels mitjans de la Unió Soviètica, la TsT SSSR era una eina de propaganda del Partit Comunista de la Unió Soviètica. Inicialment el servei va ser operat, juntament amb el servei de ràdio nacional, pel Ministeri de Cultura soviètic. Més tard va ser operat pel Comitè Estatal de Televisió i Ràdio de la Unió Soviètica (Gosteleradio, en rus: Гостелерадио), sota la supervisió del Ministeri de Comunicacions i el Ministeri d'Informació i Premsa. Finalment seria un Consell de Ministres els que controlaven la radiodifusió.
La Televisió Central Soviètica va tenir cinc canals al llarg de la seva història. El Programa U (actual Pervi Kanal) va emetre per primera vegada en 1938 i el Programa Dos (actual Rússia 1) va ser creat en 1965. No obstant això, en 1956 havia estat creat el Programa de Moscou (actual TV Center), el segon canal a ser llançat. El Programa Quatre (actual NTV) va néixer entre 1967 i 1968. El Programa Cinc o Televisió de Leningrad (Sant Petersburg, actual Canal 5) va ser creat en 1938 i continua en l'actualitat.